# Ovidiu Tonița
Ovidiu Tonița (* 6. srpna 1980, Bârlad) je bývalý rumunský ragbista, který hrál nejčastěji jako rváček, vazač a druhořadník. Je považován za jednoho z nejlepších hráčů Rumunska novodobé éry.
Svou zemi reprezentoval na MS 2003 až MS 2015. (Na MS 1999 byl mezi náhradníky a neodehrál ani minutu.) Za reprezentaci zažil premiéru v roce 2000 proti Maroku. Dohromady hrál za Rumunsko v 73 zápasech a připsal si 75 bodů (2000 - 2016).
Jeho největší klubový úspěch je titul ve francouzské lize z roku 2009 s klubem USA Perpignan a prohra ve finále stejné soutěže o rok později.

## Klubová historie
- 1999/2000 – 2001/02 Grenoble
- 2002/03 – 2003/04 Biarritz
- 2004/05 – 2011/12 USA Perpignan
- 2012/13 – 2013/14 Carcassonne
- 2014/15 – Provence
- 2015/16 – Carcassonne
- 2018/19 – CSM Bukurešť